# Garbas (jezioro w powiecie suwalskim)
Garbas – jezioro w województwie podlaskim, w powiecie suwalskim, w gminie Filipów, leżące na terenie Pojezierza Zachodniosuwalskiego. Przepływa przez nie rzeka Rospuda.

## Charakterystyka
Długie i wąskie jezioro rynnowe, otoczone wzgórzami. Brzegi na ogół wysokie, zbudowane z piasków i żwirów wodnolodowcowych (osadzonych przez wody płynące pod lądolodem skandynawskim w okresie zlodowacenia bałtyckiego). Od zachodu porośnięte lasem świerkowo-sosnowym, od wschodu jezioro otaczają pola i gdzieniegdzie kępy lasu. Na południu jego przedłużeniem jest Jezioro Głębokie. Przy północnym krańcu jeziora znajdują się zagrody wsi Garbas.
Równolegle do rynny, w której leżą jeziora Garbaś i Głębokie, biegnie druga rynna oddzielona zalesionym grzbietem (prawdopodobnie ozowym), z jeziorami: Gatne i Siekierewo.
Garbaś - to akwen o cechach oligotroficznych. Strefa litoralna jest tu wąska, uboga w roślinność nawodną i zanurzoną. Pod względem rybostanu jest to jezioro sielawowo-leszczowe, przy tym obfite w ryby. Zamieszkują tam: leszcze, liny, okonie, szczupaki, płocie, węgorze, miętusy, sieje i sumy. Wodę ma czystą, w partiach głębokich o odcieniu granatowym, w płytszych - szaro-żółto-zielonym. Jest to jezioro o dnie piaszczystym, miejscami żwirowym (otoczaki), o gwałtownych spadkach stoków dna.

### Turystyka
Przez jezioro prowadzi szlak kajakowy Rospudy. Na zachodnim brzegu, przy zatoce, znajduje się leśne pole biwakowe. W północnej części zachodniego brzegu wpada do Garbasia rzeczka Jaworkówka, odprowadzająca wody z Jeziora Mieruńskiego. Na wschodnim brzegu znajduje się wioska Matłak, na której terenie odkryto ślady osadnictwa z okresu środkowej epoki kamiennej. Są to najstarsze ślady pobytu człowieka na Suwalszczyźnie.

## Dane morfometryczne
Powierzchnia zwierciadła wody według różnych źródeł wynosi od 137,5 ha do 152,5 ha. 
Zwierciadło wody położone jest na wysokości 163,3 m n.p.m. lub 164,0 m n.p.m. Średnia głębokość jeziora wynosi 20,9 m, natomiast głębokość maksymalna 48,0 m.
W oparciu o badania przeprowadzone w 2005 roku wody jeziora zaliczono do II klasy czystości.

## Hydronimia
Według urzędowego spisu opracowanego przez Komisję Nazw Miejscowości i Obiektów Fizjograficznych (KNMiOF) nazwa tego jeziora to Garbas. W różnych publikacjach i na mapach topograficznych jezioro to występuje pod nazwą Garbaś.